# 加賀友禅
加賀友禅（かが ゆうぜん）は、日本の着物における染色技法である友禅の1つ。また、単に「友禅染(ゆうぜんぞめ）」とも呼ばれる。

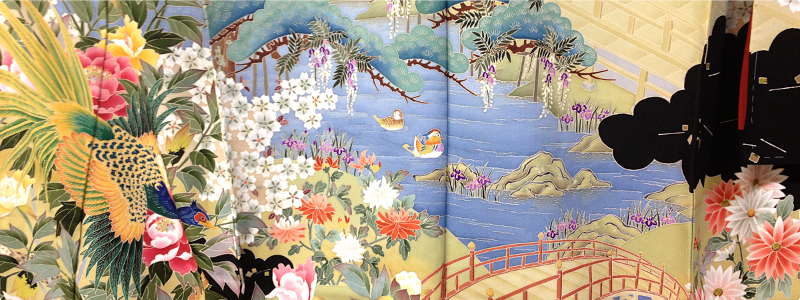
加賀友禅染元 小川の作品

## 概要・歴史
その名の通り、加賀国（現・石川県南部）の経済産業大臣指定伝統的工芸品で、現在も金沢市を中心に制作・販売されている。
源流は、室町時代に加賀国で行われていた無地の梅染めにある。
江戸時代中期に加賀藩にて栄えた加賀御国染を基に、京友禅の創始者といわれる絵師の宮崎友禅斎が晩年、金沢の加賀藩御用紺屋棟取であった太郎田屋に身を寄せ、加賀御国染に大胆な意匠を持ち込んで確立した染色技法と、その作品が現在まで続く「加賀友禅」である
。加賀五彩（藍、臙脂、草、黄土、古代紫）と呼ばれる艶麗な色彩で知られ、特に紅、紫、緑系統の色を多用する。
柄は、図案調の京友禅に対して草、花、鳥等の絵画調の物が多く、自然描写を重んじる中から「虫喰い」等独自の装飾が生まれた。「ぼかし」も京友禅以上に多用される傾向にある。金沢市内を流れる浅野川では、工程の最後の方に、余分な糊や染料を洗い流す友禅流しが見られることがある。

## 加賀友禅会館（加賀友禅ミュージアムそめりあ）
加賀友禅は金沢の観光資源にもなっており、作品の見学や購入、絵付け体験、試着などができる施設がある。

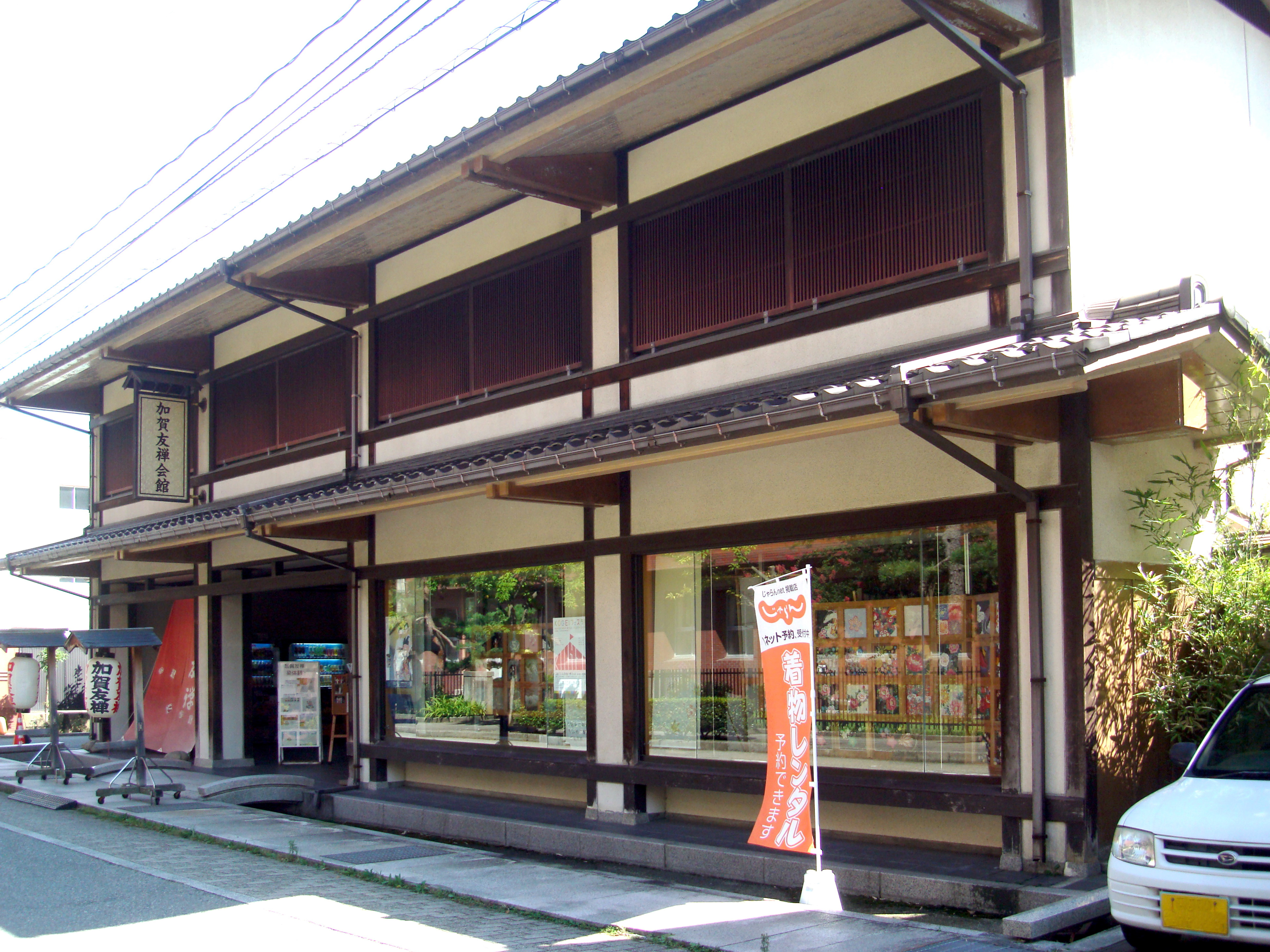
加賀友禅会館

代表的な加賀友禅会館は、加賀友禅を体験してもらうために設置された。北緯36度33分49.8秒 東経136度39分51.7秒
加賀友禅の展示や友禅小物の販売、着用体験などを行っている。着用体験では、着物姿で兼六園や東茶屋街を散策可能である。
このほか、「加賀友禅工房 長町友禅館」など、見学などを受け入れている染元の施設や工房もある。
　